# Susana (Sängerin)
Susana Boomhouwer (* 8. April 1984 in Amsterdam) ist eine niederländische Trance-Sängerin. Sie ist vor allem bekannt durch ihre Zusammenarbeit mit Trance-Künstlern wie Armin van Buuren, Aly & Fila, Ernesto vs. Bastian und RAM.

## Biographie
Susana wuchs in Amsterdam auf und nahm in ihrer Jugend klassischen Gesangsunterricht. Sie sang auch eine Zeit lang in einer Rockband. Im Alter von 19 Jahren wurde sie von einem Nachbar dem Produzenten Raz Nitzan und Adrian Broekhuyse vorgestellt. Einige Monate später war sie im Studio, um die Vocals für Ernesto vs. Bastians Song „Dark Side of the Moon“ aufzunehmen, der 2005 veröffentlicht wurde. In der Folge hat sie sich ausschließlich der Trance-Musik zugewendet.
Ihre zweite Single war „Shivers“, eine Kollaboration mit Armin van Buuren, die auch sehr erfolgreich war. Sie hat Armin van Buuren auch mehrmals auf seinen Armin-Only-Tourneen begleitet und hatte Live-Auftritte an seinen Konzerten. Im Jahr 2008 entschied sie sich für eine Vollzeit-Karriere im Musikbusiness anstelle eines Master-Abschlusses in ihren lateinamerikanischen Studien anzustreben.
Zwei Jahre später, im Mai 2010, erschien ihr Debütalbum Closer beim Musiklabel Armada Music. Kurz darauf wurde sie vom Label unter Vertrag genommen. Für die Songs auf dem Album hat Susana mit zahlreichen Trance-Künstlern wie Dash Berlin, Mike Shiver, Josh Gabriel und Stoneface & Terminal zusammengearbeitet.
2013 erfolgte mit dem Trance-Duo Aly & Fila die erste Zusammenarbeit Without You, die auf Aly & Filas Album Quiet Storm erschien. Am 11. September 2015 trat sie zusammen mit Aly & Fila vor den Pyramiden von Gizeh mit ihrem Song Without You auf.
2016 erfolgte durch den Track Unbreakable auf FSOE Recordings eine weitere Komposition mit Aly & Fila, in der Susana auf Spanisch singt. Dieser Track wurde in Armin van Buurens Radiosendung A State Of Trance zum Tune Of The Year 2016 gewählt.
2021 wurde der Song „Shivers“ in der Radiosendung A State Of Trance von den Zuhörern zum besten Trance-Lied aller Zeiten gewählt.

## Diskografie

### Alben
- 2010: Closer
- 2011: Closer (The Remixes)
- 2012: Brave

### Singles
- 2005: Ernesto vs. Bastian – Dark Side of the Moon
- 2005: Armin van Buuren – Shivers
- 2006: Re:Locate feat. Susana – Escape
- 2008: Talla 2XLC feat. Susana – I Know
- 2008: Armin van Buuren feat. Susana – If You Should Go
- 2009: Rex Mundi feat. Susana – Nothing at All
- 2010: Susana & Josh Gabriel – Frozen
- 2010: Susana feat. Omnia & The Blizzard – Closer
- 2010: Markus Schulz feat. Susana – Unsaid
- 2010: Susana & Mike Shiver – Give Me Faith
- 2010: Susana feat. Tenishia – The Other Side
- 2010: Susana & Bart Claessen – If I Could
- 2012: Susana & Shogun – Only You
- 2012: Susana & Ernesto vs. Bastian with Wezz Devall – Brave
- 2012: Susana & Rex Mundi – All Time Low
- 2012: Susana & Max Graham – Down to Nothing
- 2013: Susana & RAM – RAMelia (Tribute To Amelia)
- 2013: Lange & Susana – Risk Worth Taking
- 2013: Aly & Fila & Susana – Without You
- 2014: Susana & Hazem Beltagui – Silent for So Long
- 2014: Bobina & Susana – Play Fire with Fire
- 2015: Susana & UCast – To Another Day
- 2015: Susana & RAM – Someone Like You
- 2015: Susana & Photographer – Find A Way
- 2016: Aly & Fila meets Roger Shah & Susana – Unbreakable
- 2016: Armin van Buuren Feat. Susana – Shivers